# 国民協議会
インドネシア共和国国民協議会（インドネシアきょうわこくこくみんきょうぎかい、インドネシア語: Majelis Permusyawaratan Rakyat Republik Indonesia, MPR-RI）は、インドネシアの立法府である。

## 議会構成
二院制で、上院にあたる地方代表議会と、下院にあたる国民議会で構成される。ただし、地方代表会議がもっぱら地方自治や地方財政の関連事項を審議するのに対し、国民議会は立法、予算審議、行政監督について審議すると定められているため、必ずしも「両院制（二つの議院で一つの議会）」とは呼べないことに注意する必要がある。

## 略歴
かつてのスカルノおよびスハルト時代には、国民協議会は一院制の国民議会議員と地方代表など各種の追加議員によって構成され、国民と社会を代表し国家主権を有する機関として位置づけられてきた。その権力は大きく、正副大統領の選出、国策大綱の決定、憲法制定の権限をもつほか、大統領や国民会議など他の国家機関の査定、評価を行うことができた。「指導される民主主義」時代には議員が任命制となり、国軍代表が協議会に送りこまれるなど、スカルノによる権威主義体制の道具となった。
9月30日事件をへてスハルトが権力を握るとこの傾向はさらに顕著となり、公式には政党ではなく職能団体とされた官製政党「ゴルカル」の一党優位による長期政権が始まった。当時のインドネシア憲法によれば、先述のように国家元首は大統領だが国民協議会が国権の最高機関であり、スハルトが大統領の座を維持するためには国民協議会の賛成が必要だったため、彼はゴルカルと国軍代表の任命議員で協議会を支配し、自らの地位を盤石なものとしたのである。例えば協議会議員の定数1000名のうち、1997年総選挙ではゴルカル所属議員が488名、大統領・国軍司令官任命議員が213名であった。
なお、スハルト自身はゴルカルの党首どころか執行部役員でもないが、彼はゴルカル中央顧問会議議長を務めており、顧問会議が中央執行部を監督するというシステム上、実質的に彼がゴルカルを支配していた。形式的には、ゴルカル側が自発的にスハルトを大統領へ推挙するかたちがとられていた。
1999年からの四次にわたる憲法改正により、国民協議会は国権の最高機関としての地位を失い、両院の合同機関という位置づけとなった。主権は国民に、立法権は国民議会に移されることになり、新たに地方代表会議が発足した。国民協議会は憲法制定権と大統領罷免決議権を保持するが、大統領選任権を国民に譲渡し、大統領と副大統領は直接選挙での選出に変更された。

## 任期
各院とも5年。

## 院内勢力
国民議会に議席を多く有する順に表記する。
- インドネシア闘争民主党（PDI-P）：かつての体制内野党・インドネシア民主党のメガワティ派などが、政党自由化に伴って設立した党。パンチャシラを掲げる中道左派[4]（もっとも、パンチャシラはインドネシアのほとんどの有力政党が掲げている）[5]。現大統領ジョコ・ウィドドが所属する。
- ゴルカル（Golkar）：スハルト時代の万年与党。その歴史から安定した党機構と支持層をもち、現在もマルク諸島など東部で投票者が多い[5]。自由主義保守派。党名は“Golongan Karya”の略（詳細は当該項目参照）。
- グリンドラ党（Gerindra）：小政党が合併して勢力を拡大した党。ナショナリズムとポピュリズムの傾向がある。党名は“Gerakan Indonesia Raya”の略で、和訳例は「大インドネシア運動党」[6]。2007年結成の農民漁民党を前身とする[6]。
- ナスデム党（NasDem）：世俗主義新党[4]。党名は“Nasional Demokrat”の略で、和訳例は「国民民主党」[6]「全国民主党」[7]など。元ゴルカル党政治家でテレビ局MetroTVなどを所有するスルヤ・パロが2011年7月に設立した政党[6]。
- 民族覚醒党（PKB）：イスラム系団体「ナフダトゥル・ウラマー」を支持母体とする政党。イスラム系だが国民政党をめざし、一時は改革派と目されたが内紛で党勢が低下していたが、2014年総選挙では分裂状態を解消して党勢を回復し、連立与党の一角を占めている[4][6]。
- 民主主義者党[注釈 1]（Demokrat）：ユドヨノ前大統領を支援すべく設立された党。穏健なイスラムを掲げる中道政党だった[4]が、幹部の相次ぐ汚職発覚で党勢が半減した。また、既存の大政党に比較して党組織は脆弱でとりわけ地方の人材が不足しているといわれる[6]。
- 福祉正義党（PKS）：エジプトのムスリム同胞団をモデルに造られた大学組織発祥の政党。現在はイスラム復興色は薄い[4][5]。
- 国民信託党（PAN）：「国民」を前面に押し出し、都市部で安定的な支持を受ける政党[6]。
- 開発統一党（PPP）：スハルト時代にイスラム系各党が合流して発足した政党。イスラム的傾向を明確にしている。しかし、結党以来の派閥争いは解消されず、2019年総選挙直前に党首が逮捕された影響で、党勢は風前の灯である[6]。